# Club de Yates de la Bahía de Alamitos

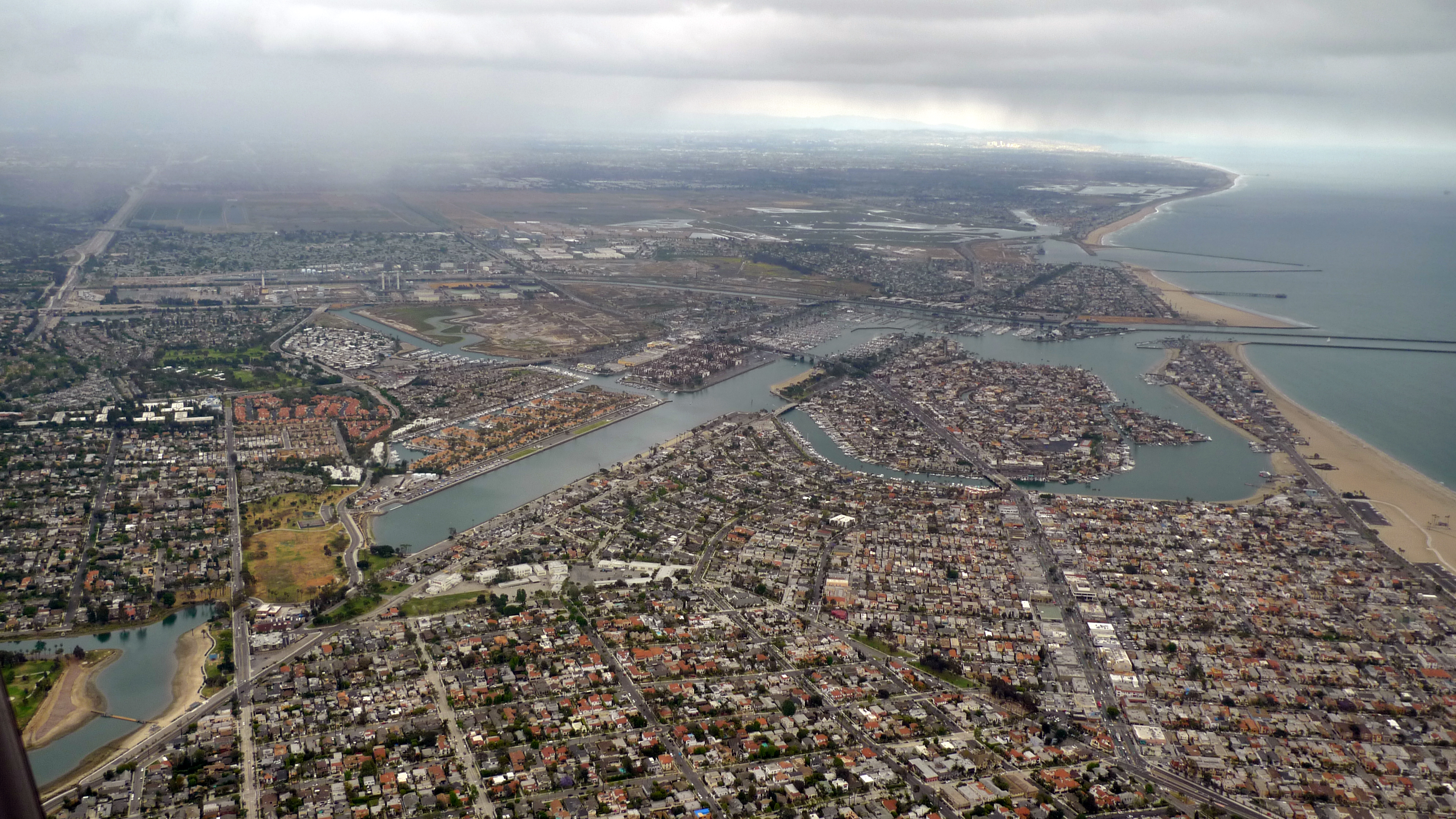
Bahía de Alamitos.

El Club de Yates de la Bahía de Alamitos (Alamitos Bay Yacht Club en idioma inglés y oficialmente) es un club náutico ubicado en la Bahía de Alamitos, un grao en el Océano Pacífico entre Long Beach y Seal Beach, California (Estados Unidos). 

## Historia
Se creó el 14 de agosto de 1924, realizando su primera asamblea el 30 de mayo de 1926, en la que se eligió a Richard L. Russell, Sr. como su primer comodoro, y fue registrado oficialmente el 28 de enero de 1928.

## Flotas
Sus primeras flotas activas fueron las de Snipe, Penguin, Thistle y Naples Sabot, a las que siguió la de Dragones.
Actualmente mantiene flotas de:
- Optimist
- Etchells
- Lido 14
- Laser
- Cal 20
- Sabot
- Multicascos
- 505
- Snipe
- Viper
- Tempest
- Moth
- C15
- Finn

## Regatas
El club ha organizado los siguientes mundiales:
- Finn Gold Cup en 1974
- Campeonato Mundial de Tornado en 1977 y 1993
- Campeonato Mundial de International 14 en 1979 y 2006
- Campeonato Mundial de Snipe en 1981
- Campeonato Mundial de A-Class catamarans en 1997
- Campeonato Mundial de Melges 24's en 1999

## Deportistas
Chuck Kober en Dragon, Ed Rodríguez en Lido 14, Hank Schofield en Lehman 10 y Chas Merrill en Naples Sabot fueron los primeros regatistas en cosechar títulos nacionales y continentales, a los que siguieron los medallistas olímpicos Peter Jones Barrett (plata en Finn en Tokio 1964 y oro en Star en México 1968), Allison Jolly (oro en 470 femenino en Seúl 1988), John Shadden (bronce en 470 masculino en Seúl 1988) y Sarah Glaser (plata en 470 femenino en Sídney 2000), además de los campeones del mundo Steve Bloemke (mundial juvenil de Snipe de 1982), Pete Melvin (mundial de A-Class catamarán de 1997) y Howard Hamlin (mundial de 505 en 1999).